# Patricia Crowther
Patricia Crowther (nascida Patricia Dawson, Seffield, Inglaterra, 14 de Outubro de 1927) é umas das figuras mais conhecidas da Wicca, e uma das últimas Sumo Sacerdotisas iniciadas por Gerald Gardner. Após a sua iniciação em 1960, Patricia Crowther trabalhou intensamente na promoção da Velha Religião  através de entrevistas com os media, conferências e livros.